# Freedom Force (comics)
Freedom Force est le nom de deux équipes différentes de super-héros, créées par Marvel Comics.

## Freedom Force, équipe mutante du gouvernement
Freedom Force est une équipe composée de super-vilains de l'univers Marvel ayant accepté de travailler pour le gouvernement des États-Unis : Mystique, Destinée, Pyro, Avalanche, Blob, Spiral, Spider-Woman II (Julia Carpenter), Commando Pourpre, Estoc, et le Mur. L'équipe est ainsi formée de l'ancienne Confrérie des mauvais mutants et d'anciens héros qu'avait arrêtés Tornade quelque temps auparavant.
La Freedom Force avait deux objectifs : elle était utilisée pour affronter et capturer les méta-humains (tels les Vengeurs et les X-Men), mais elle avait surtout pour but de mettre en application la loi de recensement des mutants alors en vigueur.

### Composition de l'équipe
- Mystique
- Super-Sabre
- le Mur
- Le Commando Pourpre
- Destinée

## Freedom Force, équipe de l'Initiative
À la suite du crossover Civil War, le Projet Initiative, la Freedom Force est désormais une équipe gouvernementale fédérale du Montana.

### Composition de l'équipe
- Think Tank
- Challenger
- Cloud 9
- Equinox (révélé être un Skrull durant le crossover Secret Invasion)
- Spinner